# Eupithecia vistata
Eupithecia vistata là một loài bướm đêm trong họ Geometridae.